# Kriszta Incze
Kriszta Tunde Incze (Sfântu Gheorghe, 15 de mayo de 1996) es una deportista rumana que compite en lucha libre.
Ganó cuatro medallas en el Campeonato Europeo de Lucha entre los años 2019 y 2023. En los Juegos Europeos de Minsk 2019 obtuvo una medalla de bronce en la categoría de 62 kg.
Participó en los Juegos Olímpicos de Tokio 2020, ocupando el octavo lugar en la categoría de 62 kg.

## Palmarés internacional
| Juegos Europeos    | Juegos Europeos     | Juegos Europeos   | Juegos Europeos |
| Año                | Lugar               | Medalla           | Categoría       |
| ------------------ | ------------------- | ----------------- | --------------- |
| 2019               | Minsk (Bielorrusia) | Medalla de bronce | 62 kg           |
| Campeonato Europeo |                     |                   |                 |
| Año                | Lugar               | Medalla           | Categoría       |
| 2019               | Bucarest (Rumania)  | Medalla de plata  | 65 kg           |
| 2021               | Varsovia (Polonia)  | Medalla de bronce | 65 kg           |
| 2022               | Budapest (Hungría)  | Medalla de bronce | 65 kg           |
| 2023               | Zagreb (Croacia)    | Medalla de bronce | 65 kg           |